# Taeniotriccus
Genre
Taeniotriccus est un genre d'oiseaux de la famille des Tyrannidae.

## Liste des espèces
Selon la classification de référence du Congrès ornithologique international (version 9.1, 2019) :
- Taeniotriccus andrei von Berlepsch & Hartert, 1902 – Microtyran d'André
  - Taeniotriccus andrei andrei von Berlepsch & Hartert, 1902
  - Taeniotriccus andrei klagesi Todd, 1925